# گنجشک نوارسیاه
گنجشک نوارسیاه (نام علمی: Arremonops conirostris) نام یک گونه از تیره زردپره‌ایان است.